# Гурбанов, Фахраддин Иса оглы
Фахраддин Иса оглы Гурбанов (азерб. Fəxrəddin İsa oğlu Qurbanov; 3 сентября 1953 — 13 февраля 2023) — азербайджанский дипломат.

## Биография
1 сентября 2004 года присвоен ранг чрезвычайного и полномочного посла.
Посол Азербайджана в Канаде (1 сентября 2004 — 20 августа 2007). Одновременно являлся представителем Азербайджана при Международной организации гражданской авиации (28 апреля 2005 — 20 августа 2007).
Посол Азербайджана в Великобритании (20 августа 2007 — 9 июля 2014).
Одновременно являлся послом Азербайджана в Ирландии (20 августа 2007 — 9 июля 2014), Исландии (11 марта 2008 — 9 июля 2014), Дании (19 августа 2008 — 9 июля 2014).
Посол Азербайджана в Хорватии (8 декабря 2017 — 18 октября 2022).
Посол по особым поручениям МИД Азербайджана.

## Награды
- Орден «За службу Отечеству» III степени (9 июля 2019 года) — за плодотворную деятельность в органах дипломатической службы Азербайджанской Республики[14]